# Mandarina mandarina
Mandarina mandarina é uma espécie de gastrópode  da família Camaenidae.
É endémica de Japão.